# 艾達 (阿拉巴馬州)
艾達（英語：Ada）是一個位於美國阿拉巴馬州蒙哥馬利縣的非建制地區。該地的面積和人口皆未知。

## 地理
艾達的座標為32°06′20″N 86°16′35″W / 32.10556°N 86.27639°W，而該地的平均海拔高度為98米（即322英尺）。